# Chêne-Bougeries
Chêne-Bougeries – szwajcarskie miasto i gmina (fr. commune; niem. Gemeinde) w kantonie Genewa. 

## Demografia
W Chêne-Bougeries mieszka 12 621 osób. W 2020 roku 34,7% populacji gminy stanowiły osoby urodzone poza Szwajcarią.

## Transport
Przez teren miasta przebiegają drogi główne nr 102, nr 111 i nr 112.